# Унгурени (Брадулец)
Унгурени (рум. Ungureni) насеље је у Румунији у округу Арђеш у општини Брадулец. Oпштина се налази на надморској висини од 555 m.

## Становништво
Према подацима из 2002. године у насељу је живело 96 становника, од којих су сви румунске националности.